# Гайгейтський цвинтар
Гайгейтський цвинтар (англ. Highgate Cemetery) — некрополь у північному Лондоні, є частиною культурної спадщини Великої Британії. Входить у так звану «Магічну сімку» цвинтарів Лондона.

## Опис
Цвинтар розташований у лондонському районі Кемден, на кордоні з районами Герінгей та Ізлінгтон. Цвинтар займає територію півдня пагорба Гайґейт від його вершини до парку Вотерлу. Гайгейтський цвинтар розділений алеєю Свейнз-лейн на дві частини — східну, відкриту (існує з 1854 року), та західну, закриту (відкрита у 1839 році). Найстаріша та найкрасивіша частина цвинтаря — західна. Туди можна потрапити тільки зі спеціальною екскурсією. На цвинтарі поховано понад 170,000 осіб, та є понад 53,000 надгробків.

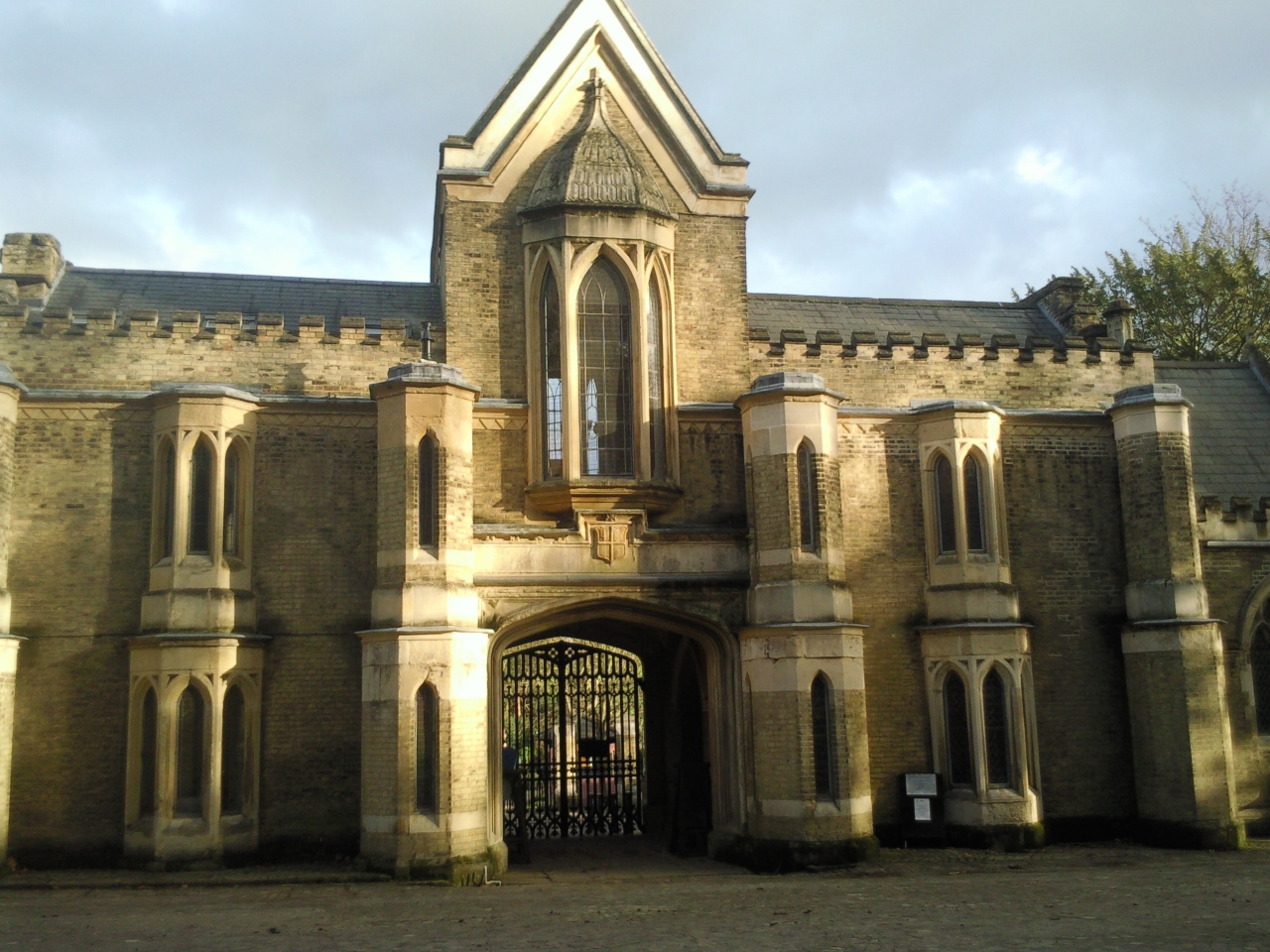
Вхід на західний цвинтар

Час роботи східного (відкритого) цвинтар: з понеділка по п'ятницю: 10:00 — 16:00, вхід до 15:30, вихідні та святкові дні: 11:00 — 16:00, вхід до 15:30.
Вхід на східний цвинтар: 4 GBP, діти до 18 років: безкоштовно.
Екскурсія по східному цвинтарі проходить по суботах о 14:00. Вартість входу та екскурсії для дорослих 8 GBP, для дітей 4 GBP.
Вартість екскурсії по західному (закритому) цвинтарі: 12 GBP, діти (від 8 до 17 років): 6 GBP, дітям до 8 років вхід заборонений.
Екскурсії по західній частині цвинтаря: понеділок — п'ятниця: 13:45. Субота — неділя: 11:00 — 15:00 кожні півгодини.

## Історія цвинтаря
Гайгейтський цвинтар було відкрито у 1839 році, як частина плану зі створення семи великих, сучасних некрополів, відомих як «Магічна сімка», навколо Лондона. Внутрішні міські цвинтарі в основному, поховання при церквах, які вже давно не в змозі були впоратися з числом поховань. Тому вони вважалися небезпечними для здоров'я мешканців.

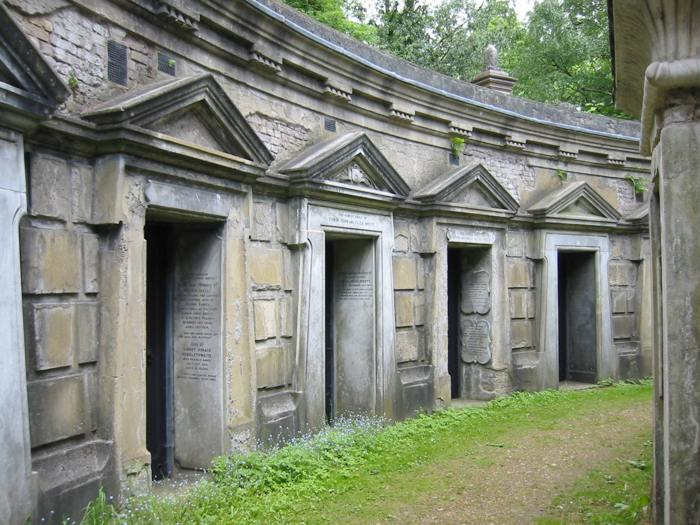
Ліванське коло

Початковий дизайн був розроблений архітектором і підприємцем Стівеном Гірі. Цвинтар було освячено на честь Святого Джеймса. Один гектар площі цвинтаря було віддано для іновірців, а 6 га. для вірних англіканської церкви. Права на поховання продавалися, як на обмежений, так і на необмежений термін.

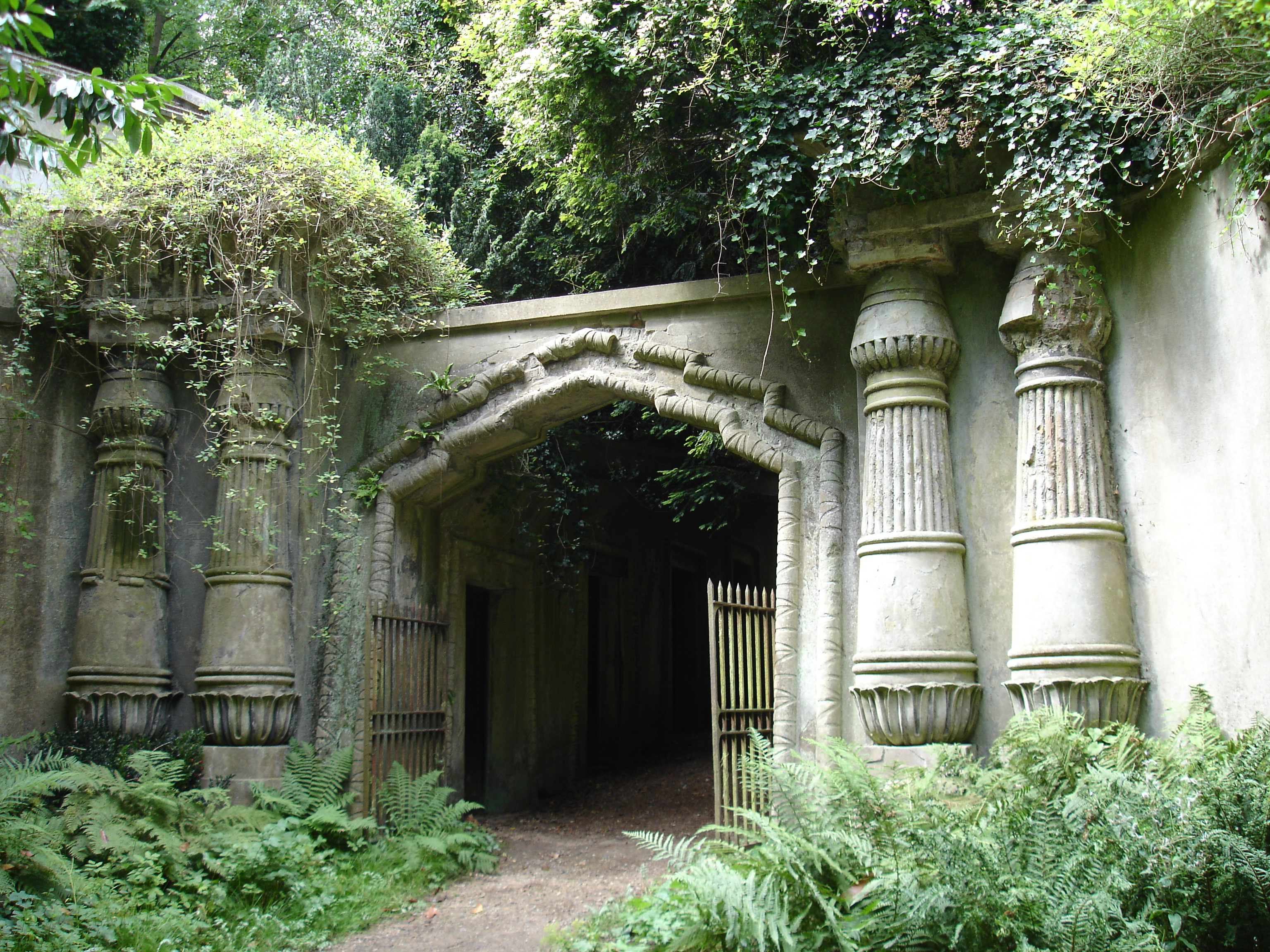
Вхід на Єгипетську вулицю

Цвинтар незабаром стає фешенебельним місцем поховання і популярним місцем прогулянок. Весь світ Лондона мріяв бути похованим саме тут. І, звичайно, багатії не шкодували грошей на те, щоб якомога пишніше обставити свій відхід у інший світ. До сьогодні цвинтар вражає своєю красою. Вікторіанське ставлення до смерті і його уявлення про неї привело до створення великого числа Готичних могил і будівель. У 1854 році був куплений район на схід від первісної площі кладовища для створення його східній частині. Ця частина досі використовується для поховань, як і західна частина.
На землях цвинтаря росте велика кількість дерев, чагарників та диких квітів, що виросли там без сприяння людей. Землі є притулком для птахів і дрібних тварин, таких як лисиці. Єгипетська вулиця і Ліванське коло містять гробниці, склепи і звивисті стежки на схилах пагорбів. Для збереження цвинтаря, у найстаршій частині якого знаходиться вражаюча колекція вікторіанських мавзолеїв і надгробків, а також майстерно вирізаних гробниць, допуск здійснюється тільки для туристичних груп. За новою східній частині, яка містить суміш вікторіанської і сучасної скульптури, можна подорожувати без супроводу.
Могила Карла Маркса, Єгипетська вулиця і Колумбарій — споруди Першого рівня британського списку споруд, які охороняються державою.
Гайгейтський цвинтар також відомий завдяки своєму минулому, пов'язаному з нібито активністю вампірів. У пресі дані події отримали назву англ. Highgate Vampire. На цвинтарі проходили зйомки фільму жахів «Смак крові Дракули».

## Друзі Гайгейтського цвинтаря
Фонд «Друзів Гайгейтського цвинтаря» був заснований у 1975 році і придбав безумовне право власності на східний та західний цвинтар в 1981 році. З тих пір він несе відповідальність за підтримання цих місць. У 1984 році фонд опублікував книгу «Гайґейтський цвинтар: Вікторіанська Валґалла» Джона Ґея

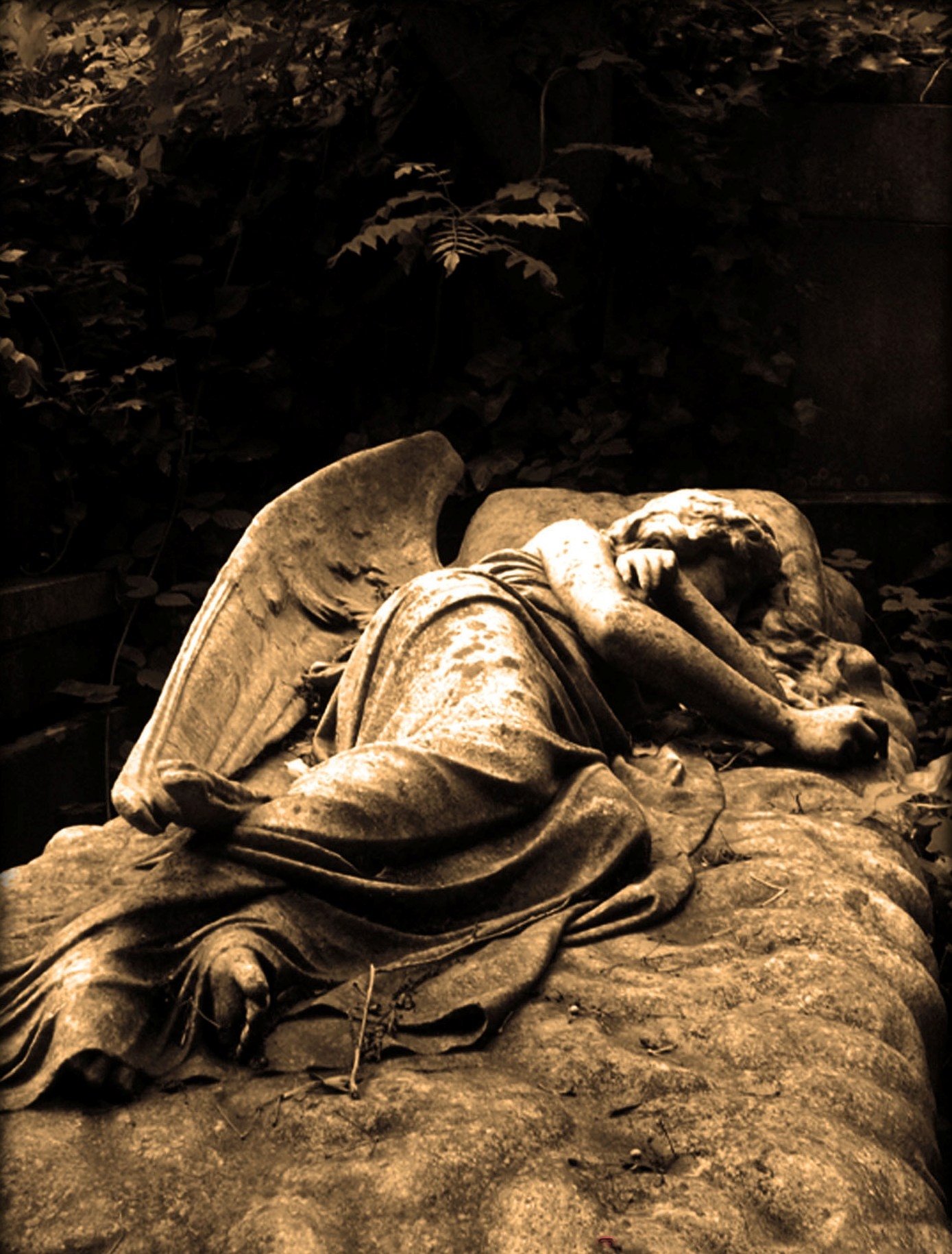
Невідоме поховання

.

## Відомі поховання

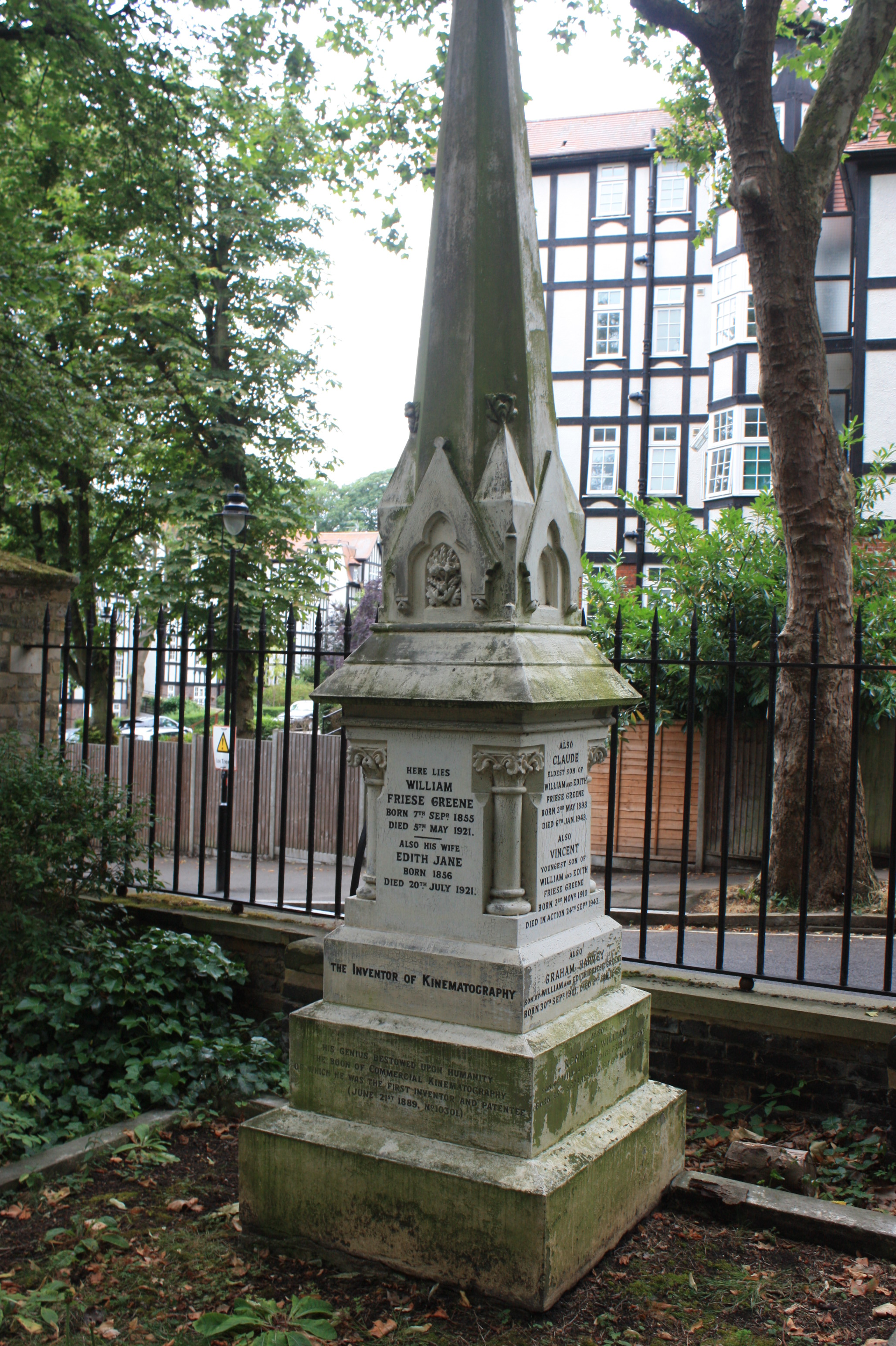
Могила Вільяма Фріза-Ґріна

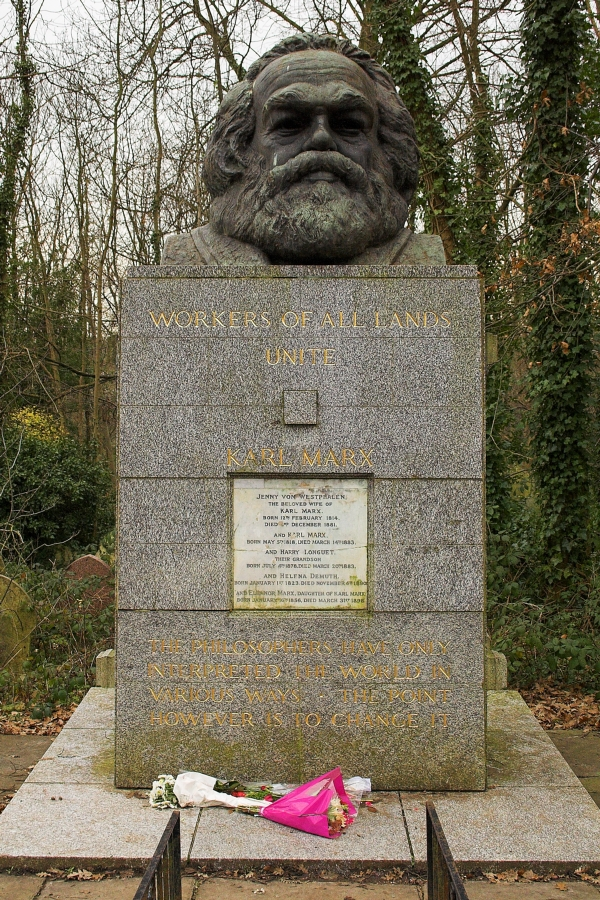
Могила Карла Маркса

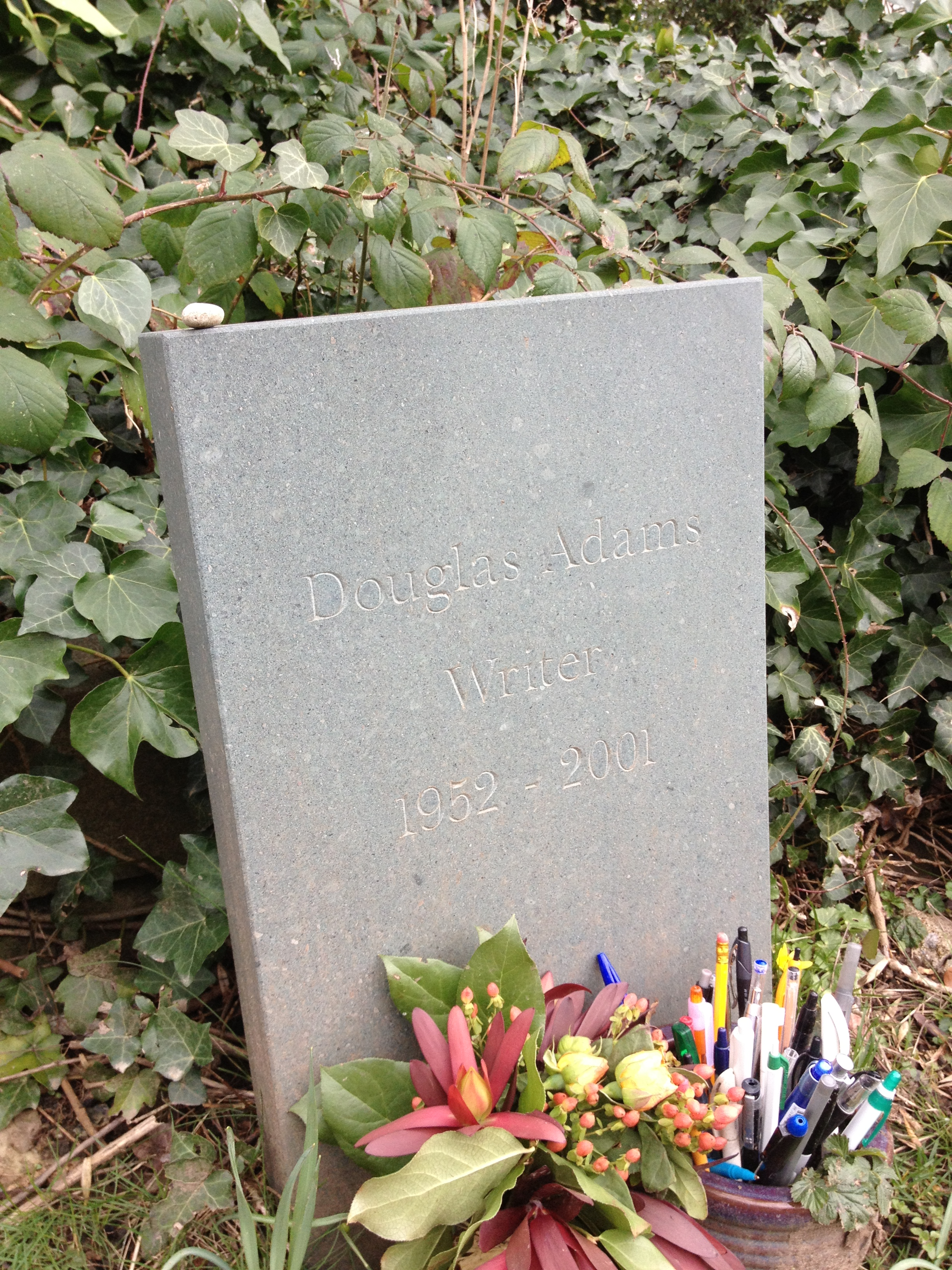
Могила Дугласа Адамса.

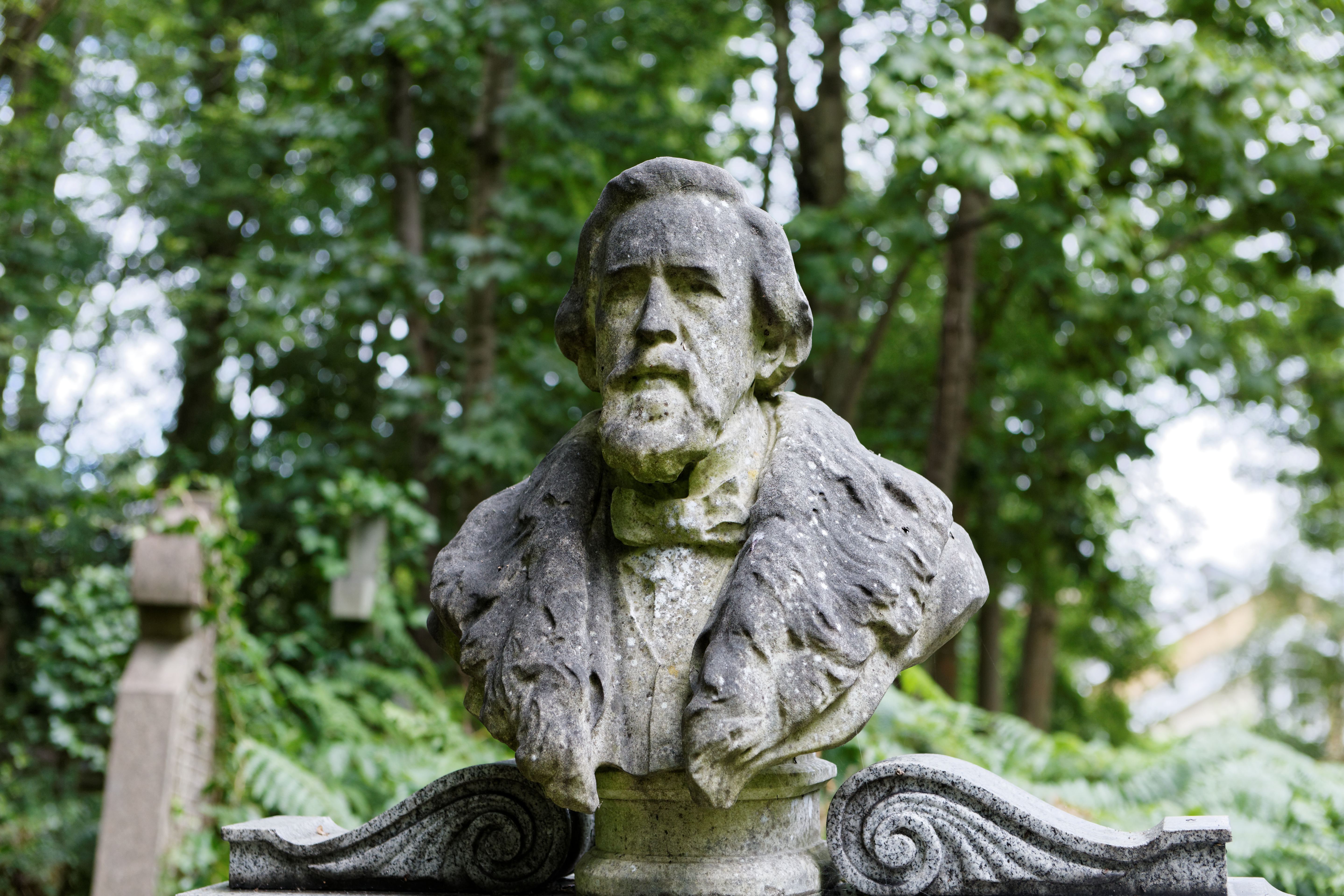

- Дуглас Адамс (1952—2001) — британський радіодраматург, письменник. Автор книги «Путівник Галактикою для космотуристів».
- Джейн Арден (1927—1982) — валлійська режисерка, акторка, сценариста, драматург, автор пісень;
- Фарзад Базофт (1958—1990) — іранський журналіст;
- Джеремі Бідл (1948—2008) — англійський теле- та радіоведучий, письменник і продюсер;
- Берил Бейнбридж (1934—2010) — англійська письменниця;
- Едвард Блор (1787—1879) — британський архітектор 19 століття;
- Джейкоб Броновскі (1908—1974) — британський математик, біолог і історик науки;
- Патрік Ваймарк (1920—1970) — англійський актор;
- Артур Вейлі (1889—1966) — англійський перекладач та вчитель;
- Роберт Вільям Басс — художник та ілюстратор;
- Еллен Вуд (1814—1887) — англійська письменниця, автор детективів та романів;
- Макс Волл (1908—1990) — англійський комедіант;
- Адам Ворт (1844—1902) — злочинець і можливий прототип професора Моріарті з історій про Шерлока Холмса;
- Стелла Ґіббонс (1902—1989) — англійська письменниця;
- Лу Ґіш (1967—2006) — англійська акторка;
- Шейла Ґіш (1942—2005) — англійська акторка;
- Джон Голсуорсі (1867—1933) — англійський письменник, лауреат «Нобелівської премії»;
- Роберт Грант (1837—1874) — солдатів та поліцейський констебль;
- Генрі Грей (1827—1861) — англійський хірург та анатом. Видав книгу «Анатомія Грея»;
- Едвард Годжес Бейлі (1788—1867) — англійський скульптор;
- Редкліф Гол (1880—1943) — англійська поетеса та письменниця;
- Джеймс Голман (1786—1857) — англійський мандрівник і письменник-натураліст;
- Девід Девант (1868—1941) — ілюзіоніст;
- Клаудія Джонс (1915—1964) — чорна комуністка і борець за соціальну справедливість
- Берт Дженш (1943—2011) — шотландський фолк-рок музикант;
- Джон Дікенс та Елізабет Дікенс — батьки Чарлза Дікенса, прототипи Микобера і місіс Нікльбі;
- Альфред Ламерті Дікенс — молодший брат Чарлза Дікенса;
- Катерина Дікенс (1815—1879) — дружина Чарльза Дікенса;
- Гілберт Еббот Е-Беккет (1811—1856) — британський письменник-сатирик;
- Джордж Еліот (1819—1880) — англійська письменниця;
- Люсі Кліффорд (1846—1929) — британська письменниця і журналістка, дружина Вільяма Кліфорда;
- Вільям Кліфорд (1845—1879) — англійський математик та філософ;
- Патрік Колфілд (1936—2005) — англійський живописець та гравер відомий своїми поп-арт полотнами;
- Джон Сінглтон Коплі (1738—1815) — американський та англійський художник XVIII ст.;
- Сер Чарльз Купер (1807—1875) — прем'єр штату Новий Південний Уельс, Австралія (1857—1859);
- Чарльз Крафт (1852—1938) — засновник собачого шоу «Crufts»;
- Анатолій Кузнєцов (1929—1979) — російський письменник;
- Джордж Джей Льюїс (1817—1878) — англійський філософ, літературний та театральний критик;
- Роберт Лістон (1794—1847) — шотландський хірург, винахідник ефірного наркозу;
- Олександр Литвиненко — колишній співробітник ФСБ; помічник Бориса Березовського
- Чарльз Люсі (1814—1873) — художник;
- Карл Майєр (1894—1944) — німецький письменник і сценарист австрійського походження;
- Малкольм Макларен (1946—2010) — британський музикант та продюсер;
- Елеонора Маркс (1855—1898) — марксистська політична активістка та теоретик, суфражистка, молодша донька Карла Маркса;
- Карл Маркс (1818—1883) — німецький філософ-матеріаліст, теоретик-суспільствознавець, політичний журналіст-публіцист; один із засновників Першого Інтернаціоналу;
- Анна Махлер (1904—1988) — австрійський скульптор;
- Ральф Мілібенд (1924—1994) — британський соціолог бельгійського походження;
- Генрі Мур (1841—1893) — художник-мариніст;
- Френк Метчем (1854—1920) — театральний архітектор та дизайнер;
- Сідні Нолан (1917—1992) — один з провідних художників-сюрреалістів Австралії 20-го століття;
- Шерерд Озборн (1822—1875) — британський адмірал, учасник Кримської війни;
- Генрі Томас Олкен (1785—1851) — англійський живописець і гравер;
- Брюс Рейнольдс (1931—2013) — англійський злочинець, організатор Великого пограбування поїзда у 1963 році;
- сер Ральф Річардсон (1902—1983) — англійський актор;
- Крістіна Россетті (1830—1894) — поетеса;
- Вільям Майкл Россетті (1829—1919) — англійський критик і письменник, співзасновник руху прерафаелітів;
- Рафаель Самуель (1934—1996) — британський історик-марксист, професор історії в Університеті Східного Лондона;
- Дайан Сіленто (1933—2011) — австралійська акторка, номінантка на премію «Оскар» у 1963 році;
- Елізабет Сіддал (1829—1862) — дружина та натурниця Данте Ґабріеля Россетті;
- Джин Сіммонс (1929—2010) — голлівудська акторка англійського походження;
- Герберт Спенсер (1820—1903) — англійський філософ і соціолог вікторіанської
епохи британського індустріалізму, один з родоначальників еволюціонізму;
- сер Леслі Стівен (1832—1904) — критик, перший редактор Оксфордського словника національної біографії;
- Альфред Стівенс (1817—1875) — британський скульптор;
- Томас Сейерс (1826—1865) — англійський боксер;
- Фелікс Топольський (1907—1989) — англійський художник-експресіоніст польського походження;
- Майкл Фарадей (1791—1867) — англійський фізик і хімік, основоположник вчення про електромагнітне поле;
- Пол Фут (1937—2004) — британський журналіст, політичний активіст;
- Люсьєн Фрейд (1922—2011) — британський художник німецько-єврейського походження;
- Вільям Фрізе-Ґрін (1855—1921) — фотограф, який у 1889 році створив і запатентував хронофотографічну камеру та створив перший фільм на целулоїдній плівці;
- Роберт Цезар Чайлдерс (1838—1876) — сходознавець, письменник;
- Шура Черкаський (1909—1995) — американський і британський піаніст;
- Едмунд Чіппі (1823—1886) — англійський органіст і композитор;
- Джордж Майкл (1953—2016) — популярний британський співак, поет і композитор

## Галерея

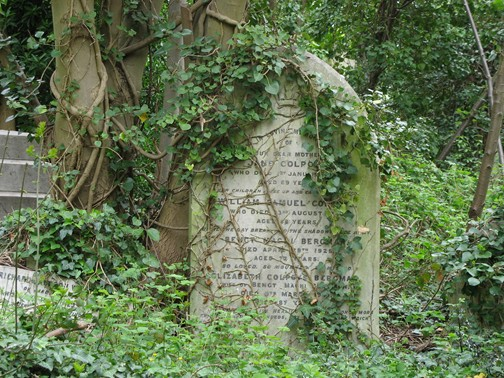
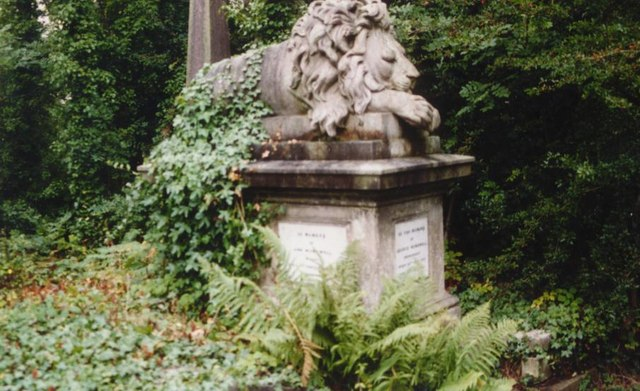
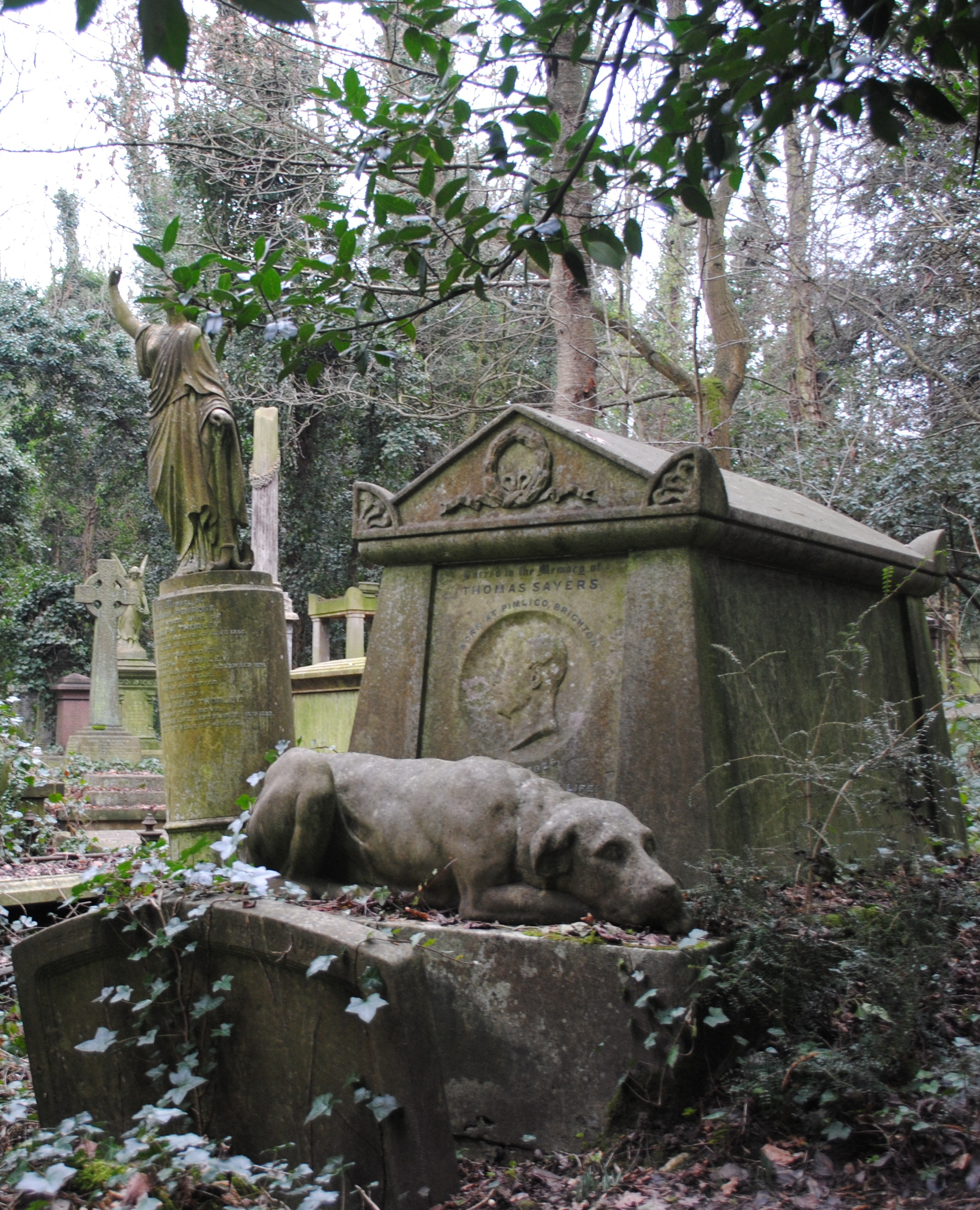
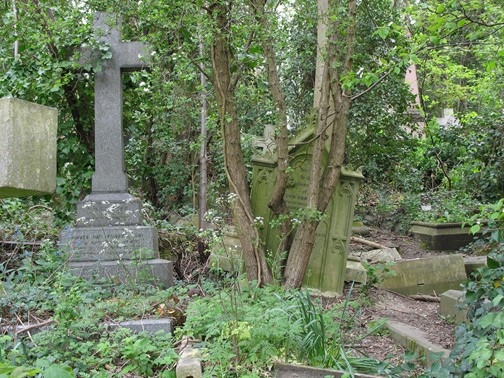
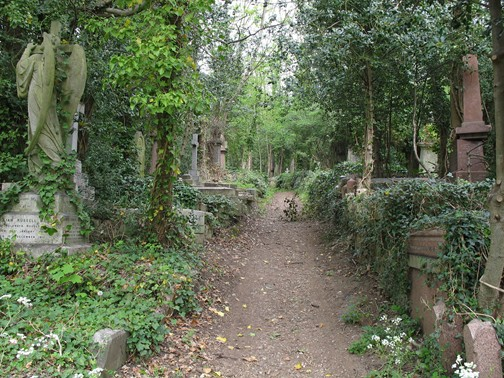
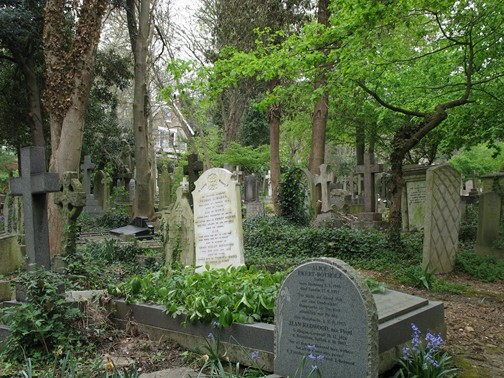
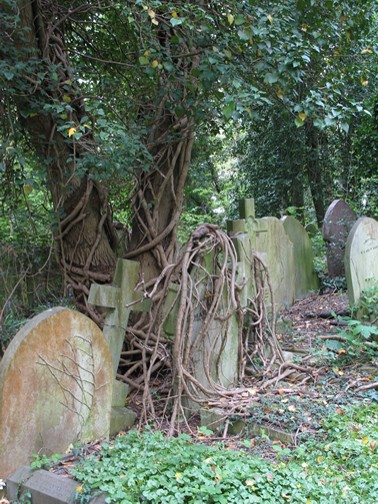
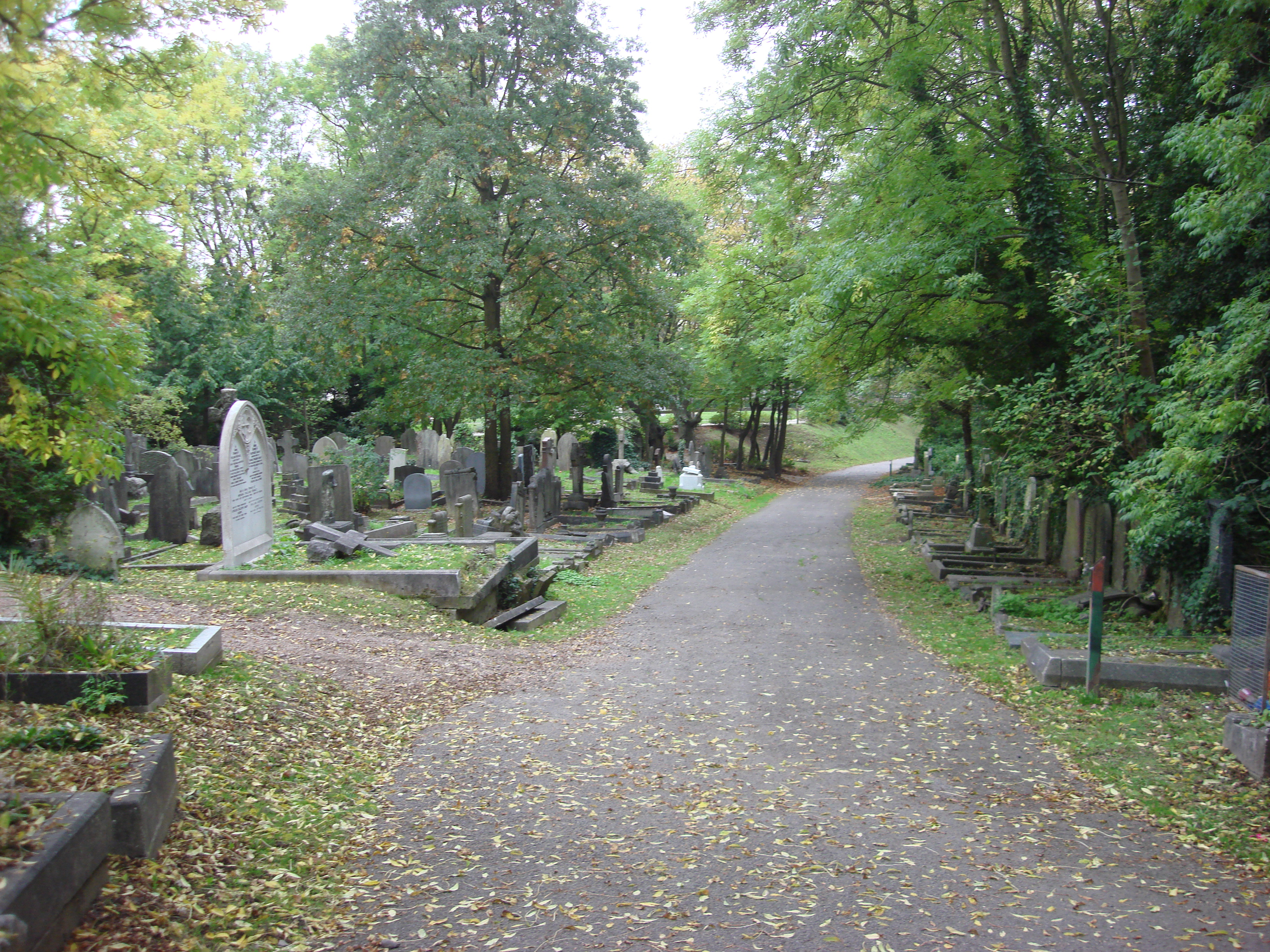
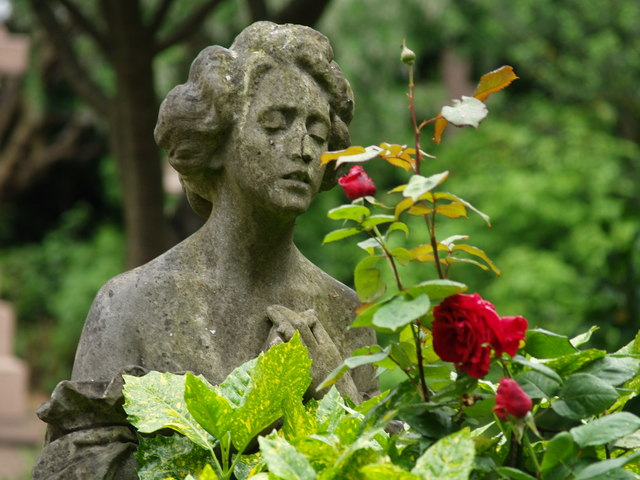
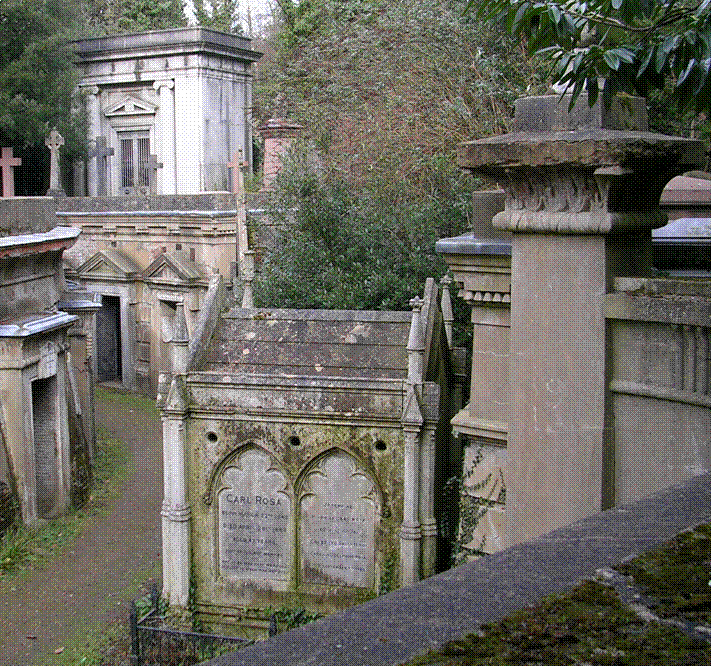
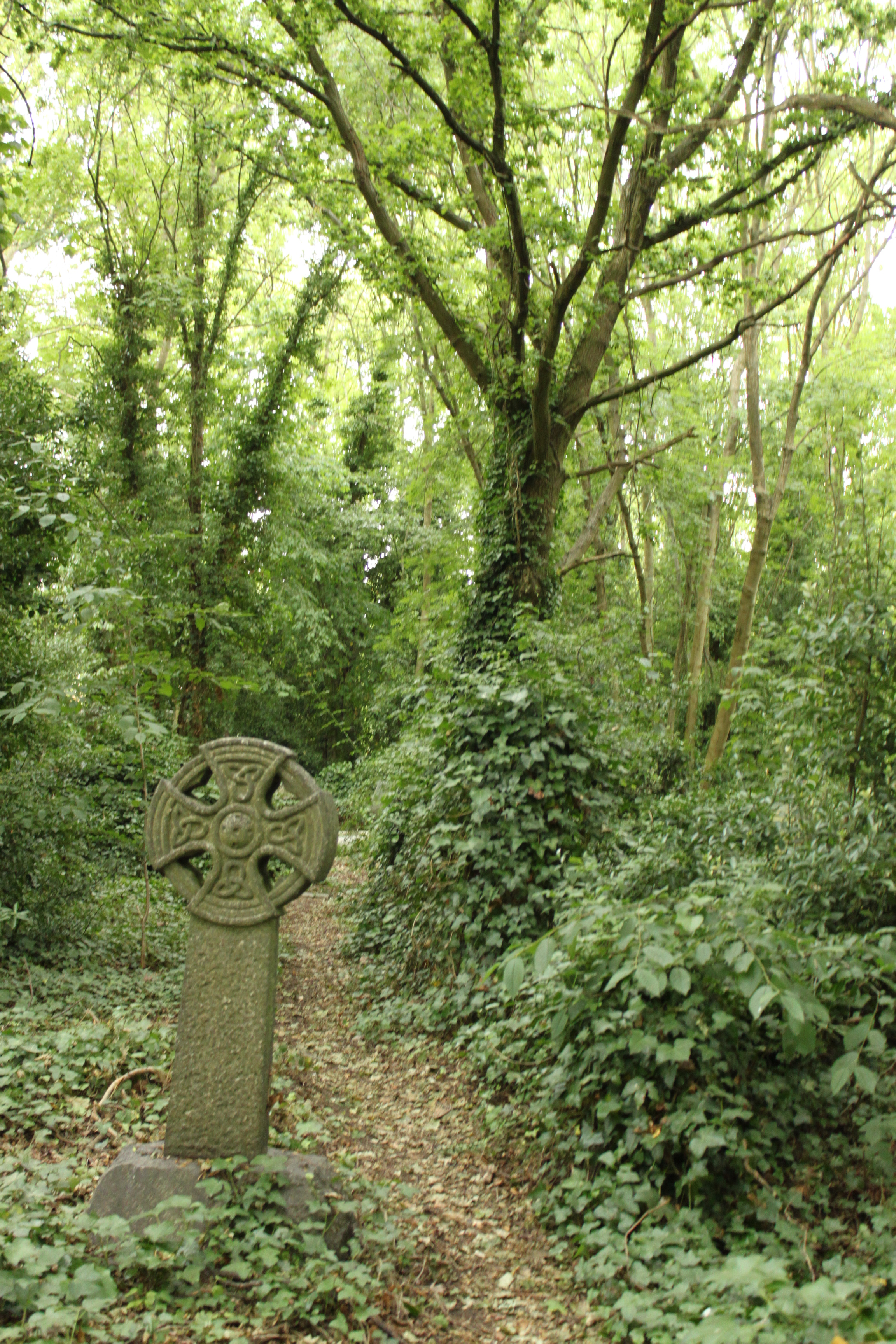
Східний цвинтар (2010)
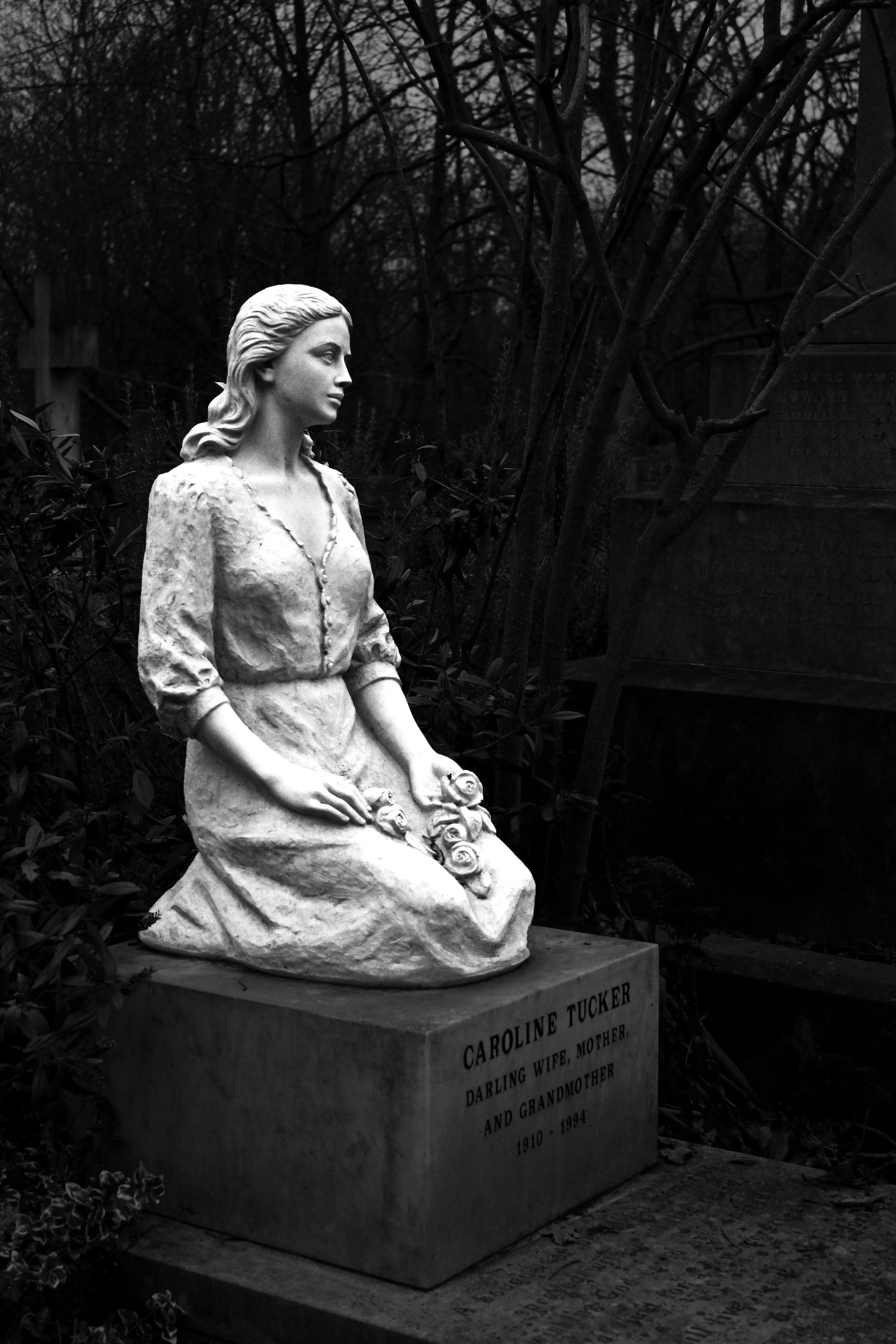
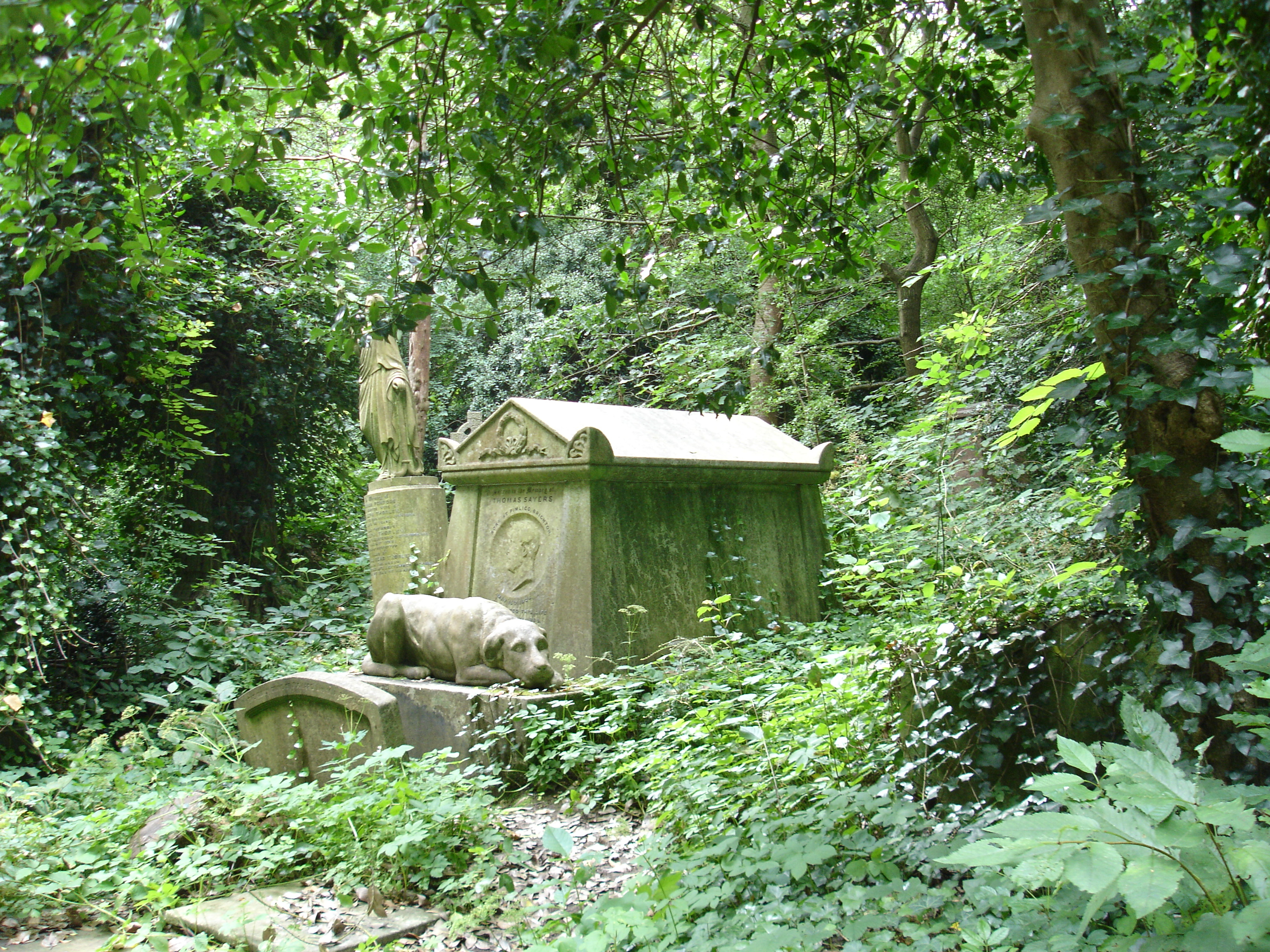
Могила Томаса Сейерса
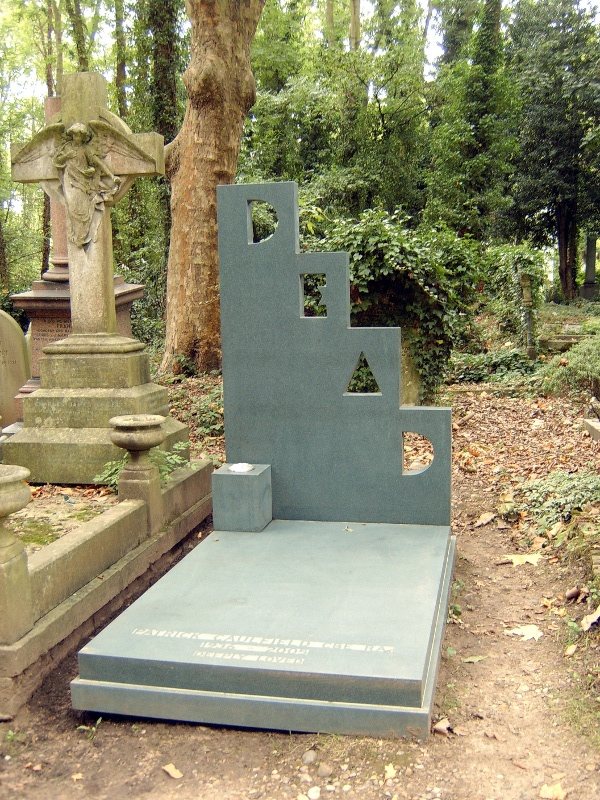
Могила Патріка Колфілда